# Борислав Костов кинорежисьор
Борислав Костов е български кинорежисьор, драматург, продуцент и педагог. Има значителен опит и принос в актьорството майсторство за кино в България. Негови ментори са били: Бончо Урумов, Никола Корабов, Иван Ничев. Отдаден както на документалното, така и на художественото кино. 
- Започва със солидни късометражни филми като „Тест“ (2007), „Fatum“ (2010) и „Удари ме“ (2015), много от които печелят награди на международни фестивали CinefishBNR News.
- През 2011 г. заснема първия си пълнометражен игрален филм „Добро момче“
- През 2012 г. излиза втортят му пълнометражен игрален филм „Нощта на мечтите“, селектиран на фестивали като „Златна Роза“ и Marbella Film Festival DrugotokinoCinefish.
- През 2021–2023 завършва третият си пълнометражен игрален филм „Не те харесвам“ – драма, разглеждаща съдбата на сирийски бежанец в България. Филмът е отличен с първа награда на Международния филмов фестивал в Рим и златен венец в Канада, поканен на Московския фестивал и сред номинираните от СБФД „Васил Гендов“ CinefishBNR NewsDrugotokino.
- През 2025 излезе четвъртият му пълнометражен документакен филм „Дванадесет такта“
- В момента завършва пълнометражния проект „Мимикрия“ (в постпродукция) Cinefish.
- Работи с редица утвърдени актьори сред които Мария Бакалова, Китодар Тодоров, Захари Бахаров, Тодор Колев, Татяна Лолова, Ириней Константинов, Евгени Будинов, Люси Сланева, Любен Чаталов, Параскева Джукелова и десетки други.   
  -  Киноакадемия и преподаване   През 2001 г. основава кино-актьорската школа Team Dream (днес „Team Actors“), в която обучава и израстват редица талантливи млади актьори. Академията, наречена SAS ACADEMY (Social Actors Society) е: 
    -  Академия за кино актьорско майсторство, филмова режисура, драматургия и продуцентство.
    -  Различава се от традиционните актьорски школи с практическа насоченост – студентите участват в реални продукции (късометражни и пълнометражни филми), които се показват на фестивали и в киносалони.
    -  В рамките на SAS Academy се реализират редица филмови проекти на Борислав Костов и Каролина Димитрова, и техните възпитаници, които получават фестивални селекции и награди.
    -  Програмата е ориентирана към изграждане на комплексни кинотворци – не само актьори, а и режисьори, сценаристи и продуценти.
    -  Академията се позиционира като алтернатива на кино академиите по света и подготвя бъдещи кадри на НАТФИЗ, особено за хора, които искат да навлязат по-бързо в практиката.

  -  Социален ангажимент   Костов е сред малцината български режисьори, които финансират филмите си не само чрез  държавни субсидии за  кино, но и независимо. Член е на националната художествена комисия към НФЦ . Организира благотворителни прожекции, често събирайки средства за ремонт на читалища и подкрепа на културни пространства като кино „Влайкова“ Drugotokino.

Име: Борислав Костов
Дата на раждане: 9 септември 1976 г.
Място на раждане: София, България
Професии: Кинорежисьор, драматург, продуцент, педагог
Образование
- 1994     - 2000: Актьорска     школа, Читалище "Славянска Беседа", София, България
- 2000     - 2002: Актьорско     майсторство за кино и телевизия, НАТФИЗ "Кръстьо Сарафов",     София, България
- 2002     - 2003: Режисура     и драматургия за кино и телевизия, Варненски Свободен Университет, Варна,     България
- 2003     - 2008: Филмова     и Телевизионна режисура, НАТФИЗ "Кръстьо Сарафов", София,     България

- 2006     - 2016: Ръководител     школа по кино актьорско майсторство, Школа "TEAM ACTORS"
- 2016     - настоящ момент: Ръководител школа по кино актьорско майсторство, филмова     режисура, драматургия за кино и ТВ, филмово и ТВ продуцентство, Школа     "SAS ACADEMY"
- 2020     - настоящ момент: Член на художествената комисия, Национален Филмов Център

Сериали
- Приключенията     на един Арлекин: 1-ви     асистент режисьор
- Знакът     на Българина: Супервайзър,     каст директор

Късометражни и пълнометражни филми
- 2001: "Пробуждане" -     късометражен игрален филм, сценарий и режисура
- 2004: "Without     Borders" - късометражен игрален филм, сценарий
- 2005: "Отвътре" -     късометражен игрален филм, сценарий и режисура
- 2006: "Колекционер" -     късометражен игрален филм, сценарий и режисура
- 2008: "Подаръкът" -     късометражен игрален филм, сценарий и режисура
- 2008: "Тест" -     късометражен игрален филм, дипломен, сценарий и режисура
- 2011: "Фатум" - кино     новела, сценарий и режисура
- 2013: "Моето Момче" –     Пълнометражен игрален филм, сценарий, супервайзър, режисура – Николета     Габровска
- 2013: "Нощта на     мечтите" - независим пълнометражен игрален филм, 75 минути, сценарий     и режисура
- 2015: "Junior     Achievement" – Пълнометражен документален филм, сценарий и режисура
- 2016: "Удари ме" –     Късометражен игрален филм, 15 минути, сценарий и режисура
- 2017: "Голямото     бягане" – Късометражен игрален филм, с подкрепа на Пирогов, сценарий     и режисура
- 2018: "Следвай     птицата" – Късометражен игрален филм, сценарий и режисура
- 2019: "Вой" –     Късометражен игрален филм, сценарий и режисура
- 2019: "Не те     харесвам" – Конкурс НФЦ новела, сценарий
- 2025: "Иди и виж" –     Късометражен игрален филм, сценарий и режисура
- 2024: "25 БАРС" –     Документален пълнометражен филм, завършен, сценарий и режисура
- 2025: "Виждам в теб"     – Новела - игрален филм, завършен, сценарий и режисура
- 2025: "Мимикрия" –     Пълнометражен игрален филм, постпродукция, сценарий и режисура

Награди и фестивали
- 2002: "Пробуждане" –     Късометражен игрален филм; Фестивал в Петербург, Русия - Награда за     режисура
- 2005: "Отвътре" -     Късометражен игрален филм; ВГИК, Интернационален студентски филмов     фестивал, Москва, Русия - Специална награда за режисура
- 2006: Конкурс организиран за     реализация на сценарий “Следата”, проведен от НАТФИЗ и НЮ БОЯНА - Първо     място
- 2006: "Колекционер" -     Късометражен игрален филм; Фестивал в Мадрид - Златен венец
- 2008: "Тест" -     Късометражен игрален филм; Фестивал в Торино, Италия - Венец и още десетки     фестивали и награди
- 2009: "Няма да се     откажа" - Късометражен филм; СЛАЙДЕР МАН - Четвърто място
- 2011: "Фатум" – ТВ     новела 29 мин.; Излъчен по RAI 2
- 2014: "НОЩТА НА     МЕЧТИТЕ" – Пълнометражен филм; "Златна роза - България",     Marbella Film Fest - Испания - Награда за сценарий и режисура
- 2015: "Фатум" –     Късометражен филм; "В обектива" - Награда на публиката
- 2016: "Удари ме" –     Късометражен филм; Фестивал в Торино, Италия - Венец и още десетки     фестивали и награди
- 2018: "Следвай     птицата" – Късометражен филм; Десетки фестивали и награди
- 2021: "Не те     харесвам" – Пълнометражен игрален филм, 85 мин; "Златна     роза", България - Официална селекция
- 2022: "Не те     харесвам" – Пълнометражен игрален филм; "Sofia Film Fest",     България - Официална селекция
- 2022: "Не те     харесвам" – Пълнометражен игрален филм; "Златна вълчица" в     Рим за най-добра драма и "Златен венец" от Торонто, Канада -     Официална селекция; Филмови награди В. Гендов, официална селекция - Русия,     Испания и др.[източник? (Поискан днес)]

1. ↑  Drugotokino, Cinefish, BNR News, Лицата на града.